# All-Ireland Senior Football Championship 1962
L'All-Ireland Senior Football Championship 1962 fu l'edizione numero 66 del principale torneo di calcio gaelico irlandese. Kerry batté in finale Roscommon, ottenendo la ventesima vittoria della sua storia.

## Semifinali
| Dublino 5 agosto 1962 | Kerry | 2-12 – 0-10 | Dublino | Croke Park (60396 spett.) |

| Dublino 19 agosto 1962 | Roscommon | 1-08 – 1-06 | Cavan | Croke Park |

### Finale
| Dublino 23 settembre 1962, ore 15:30 BST | Kerry | 1-12 – 1-04 | Roscommon | Croke Park (75771 spett.) |